# Brigada Flores Magon
La Brigada Flores Magon è un gruppo musicale francese nato nel 1998 a seguito dell'incontro di differenti persone della scena alternativa degli anni '80 e del movimento anarco-punk  parigino degli anni '90. Il gruppo oi!, antifascista, partecipa a molti concerti e a feste punk.
Le loro esibizioni hanno toccato Parigi, Bordeaux, Rennes, ma anche città oltre i confini francesi, come Ginevra, Milano, Roma, Barcellona, Praga fino a Santiago del Cile. I "brigatisti" hanno al loro attivo oltre 300 concerti, spesso a fianco dei grandi gruppi storici della scena street punk come Los Fastidios, Klasse Kriminale, The Oppressed, Stage Bottles, Opcio K-95, Red London e molti altri.
Dopo numerosi cambi di formazione, la band si è sciolta nel giugno del 2010, dopo un ultimo concerto di addio insieme a Hors Contrôle, Zartako e Banda Bassotti.

## Il nome
Il nome del gruppo fa riferimento all'anarchico messicano  Ricardo Flores Magón. Egli fu, insieme a Emiliano Zapata e di Pancho Villa, uno dei padri spirituali, precursore ed attivista della Rivoluzione Messicana. Segnò inoltre una delle correnti del movimento anarchico, il comunismo libertario. Fedele alle sue idee, fu il primo ad attaccare la deriva istituzionale della Rivoluzione, non esitando a denunciare sul suo giornale le colpe del nuovo regime, colpevole ai suoi occhi di assegnare alle compagnie statunitensi le concessioni del petrolio e minerarie. Padre dell'anti-imperialismo, animò una sollevazione nel 1911 in Bassa California.

## Discografia
- 1998 - International Socialism
- 2000 - Brigada Flores Magon
- 2001 - Anges Gardiens
- 2003 - Rock or Die
- 2008 - Tout pour tous